# 麥克達德 (阿拉巴馬州)
麥克達德（英語：McDade）是一個位於美國阿拉巴馬州蒙哥馬利縣的非建制地區。該地的面積和人口皆未知。

## 地理
麥克達德的座標為32°18′57″N 86°02′47″W / 32.31583°N 86.04639°W，而該地的平均海拔高度為76米（即249英尺）。